# 913-й истребительный авиационный полк
913-й истребительный авиационный полк (913-й иап) — воинская часть Военно-воздушных сил (ВВС) Вооружённых Сил РККА, затем ВВС СССР, принимавшая участие в Советско-японской войне и в Войне в Корее.

## Наименования полка

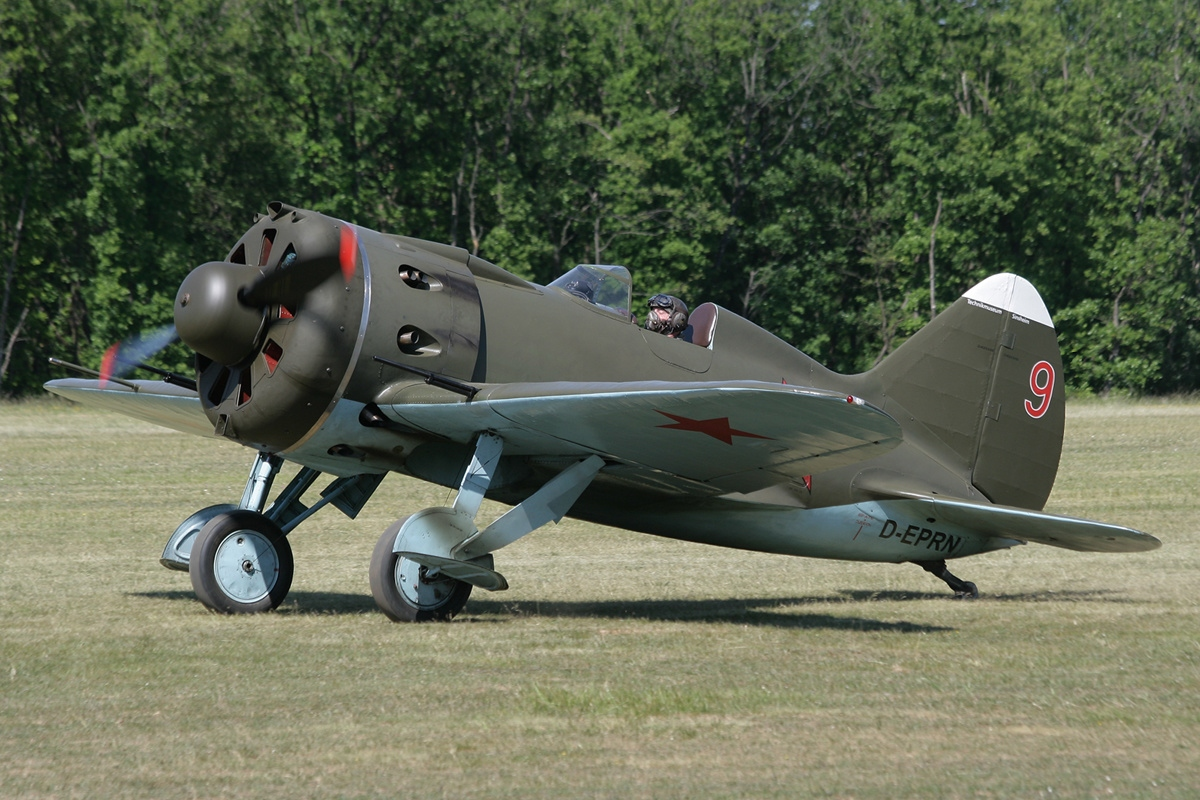
Самолёт И-16

За весь период своего существования полк не менял своё наименование:
- 913-й смешанный авиационный полк;
- 913-й истребительный авиационный полк;
- Войсковая часть (полевая почта) 74435.

## Создание полка
913-й истребительный авиационный полк сформирован в период с 1 по 15 апреля 1943 года на основе 913-го смешанного авиационного полка 9-й воздушной армии Дальневосточного фронта на самолётах И-15бис и И-16 со включением в состав 32-й истребительной авиадивизии 9-й ВА ДВФ.

## Расформирование
913-й истребительный авиационный полк в связи с проводимым сокращением Вооружённых сил СССР был расформирован 10 августа 1960 года в 54-й воздушной армии Дальневосточного военного округа.

## В действующей армии
В составе действующей армии:
- с 9 августа 1945 года по 3 сентября 1945 года

## Командиры полка
- майор Леонкин Степан Васильевич[2], 01.04.1943 — 31.12.1945
- майор Марченко Владимир Андреевич[3] май 1952 — апрель 1954

## В составе соединений и объединений
| Период        | Фронт (округ)                       | армия (корпус)                         | дивизия                                  | примечание                                              |
| ------------- | ----------------------------------- | -------------------------------------- | ---------------------------------------- | ------------------------------------------------------- |
| 01.04.1943 г. | Дальневосточный фронт               | 9-я воздушная армия                    | 32-я истребительная авиационная дивизия  | И-16, И-15бис                                           |
| 01.03.1944 г. | Дальневосточный фронт               | 9-я воздушная армия                    | 32-я истребительная авиационная дивизия  | И-15бис заменены на И-153                               |
| 22.08.1944 г. | Дальневосточный фронт               | 9-я воздушная армия                    | 32-я истребительная авиационная дивизия  | полностью вооружён И-16                                 |
| 16.12.1944 г. | Дальневосточный фронт               | 9-я воздушная армия                    | 32-я истребительная авиационная дивизия  | получил из 305-го иап 4 Як-7б и приступил к их освоению |
| 13.03.1945 г. | Приморская группа войск             | 9-я воздушная армия                    | 32-я истребительная авиационная дивизия  | И-16, Як-7б                                             |
| 01.04.1945 г. | Приморская группа войск             | 9-я воздушная армия                    | 250-я истребительная авиационная дивизия | переформирован по штату 015/364 и перевооружён на Ла-7  |
| 08.08.1945 г. | 1-й Дальневосточный фронт           | 9-я воздушная армия                    | 250-я истребительная авиационная дивизия | имел в боевом составе исправными 43 Ла-7                |
| 09.08.1945 г. | 1-й Дальневосточный фронт           | 9-я воздушная армия                    | 250-я истребительная авиационная дивизия | принимал участие в Советско-японской войне на Ла-7      |
| 03.09.1945 г. | 1-й Дальневосточный фронт           | 9-я воздушная армия                    | 250-я истребительная авиационная дивизия | Ла-7                                                    |
| 10.09.1945 г. | Забайкальско-Амурский военный округ | 9-я воздушная армия                    | 250-я истребительная авиационная дивизия | Ла-7                                                    |
| 28.06.1946 г. | Забайкальско-Амурский военный округ | 9-я воздушная армия                    | 250-я истребительная авиационная дивизия | Ла-7                                                    |
| 1947 г.       | Забайкальско-Амурский военный округ | 9-я воздушная армия                    | 32-я истребительная авиационная дивизия  | Ла-7                                                    |
| 1951 г.       | Забайкальско-Амурский военный округ | 9-я воздушная армия                    | 32-я истребительная авиационная дивизия  | МиГ-15 бис                                              |
| 01.07.1952 г. | Группа войск в Корее                | 64-й истребительный авиационный корпус | 32-я истребительная авиационная дивизия  | МиГ-15 бис                                              |
| 01.08.1953 г. | Дальневосточный военный округ       | 54-я воздушная армия                   | 32-я истребительная авиационная дивизия  | МиГ-15 бис                                              |
| 01.05.1960 г. | Дальневосточный военный округ       | 54-я воздушная армия                   |                                          | МиГ-17                                                  |
| 01.08.1960 г. | Дальневосточный военный округ       | 54-я воздушная армия                   |                                          | расформирован, МиГ-17                                   |

## Участие в операциях и битвах
- Советско-японская война
  - Маньчжурская операция — с 9 августа 1945 года по 2 сентября 1945 года.
  - Харбино-Гиринская наступательная операция — с 9 августа 1945 года по 2 сентября 1945 года.

Война в Корее
| Ла-7 | Ла-5 |

## Благодарности Верховного Главнокомандующего
Верховным Главнокомандующим лётчикам полка в составе 250-й иад объявлена благодарность за отличные боевые действия в боях с японцами на Дальнем Востоке

## Итоги боевой деятельности полка
Всего за период Советско-японской войны полком:
| Выполнено боевых вылетов | Сбито самолётов в воздухе | Уничтожено самолётов всего |
| ------------------------ | ------------------------- | -------------------------- |
| 160                      | 0                         | 0                          |

Свои потери:
| Потеряно самолётов | Погибло лётчиков |
| ------------------ | ---------------- |
| 0                  | 0                |

| МиГ-17 | МиГ-15 | МиГ-17 |

Всего за время Войны в Корее:
| Сбито самолётов сил ООН | Из них: истребителей-бомбардировщиков | Из них: истребителей | Подбито самолётов сил ООН |
| ----------------------- | ------------------------------------- | -------------------- | ------------------------- |
| 27                      | 1                                     | 26                   | 11                        |

Свои потери:
| Потеряно самолётов, всего | Погибло лётчиков всего (небоевая потеря) |
| ------------------------- | ---------------------------------------- |
| 22                        | 5 (1)                                    |

## Лётчики-асы полка
| Фамилия, имя отчество     | Война                                               | Сбито самолётов | Примечание                                   |
| ------------------------- | --------------------------------------------------- | --------------- | -------------------------------------------- |
| Федорец, Семён Алексеевич | Корейская война                                     | 7               | F-86, Боевых вылетов: 98; воздушных боёв: 40 |
| Шпаченко Иван Антонович   | Великая Отечественная война Советско-японская война | 8               | Боевых вылетов: 207; воздушных боёв: 39      |
| Селиванов Пётр Васильевич | Великая Отечественная война Советско-японская война | 5               | Боевых вылетов: 111; воздушных боёв: 39      |

## Самолёты на вооружении
| Период      | Самолёты   |
| ----------- | ---------- |
| 1943 — 1945 | И-16       |
| 1943 — 1944 | И-15бис    |
| 1944 — 1944 | И-153      |
| 1944 — 1944 | Як-7б      |
| 1945 — 1947 | Ла-7       |
| 1952 — 1955 | МиГ-15 бис |
| 1955 — 1960 | МиГ-17     |